# Конрад из Парцхама
Святой Конрад из Парцхама (нем. Konrad von Parzham), урожд. Иоганнес Евангелист Бирндорфер (нем. Johannes Evangelist Birndorfer, 22 декабря 1814, Бад-Грисбах-им-Ротталь, Нижняя Бавария — 21 апреля 1894, Альтэттинг, Королевство Бавария) — немецкий францисканский конверз. Прослужив более сорока лет привратником монастыря капуцинов в Альтэттинге, приобрел широкую известность благодаря своей мудрости и праведности.

## Жизнь
Родился 22 декабря 1818 года в семье Бартоломеуса Бирндорфера и Гертруды Нидермайер на семейной ферме в Паржаме (ныне входит в Бад-Грисбах). Крещён под именем Иоганнес Евангелист. В 6-летнем возрасте пошёл в школу в соседнем Венге, которую исправно посещал несмотря на непогоду и удалённость. Набожность мальчика была очевидна: он очень почитал Пресвятую Деву Марию и каждый день читал розарий. На праздники совершал пешие паломничества в святилища Пресвятой Богородицы, а по возвращении молился и постился.
Посетив приходскую миссию в 1838 году, решил посвятить себя религии. В следующем году, в возрасте 31 года, стал конверзом в францисканском монастыре капуцинов. Сразу после принятия обетов в 1842 году направлен в монастырь Святой Анны в Альтэттинге, где ему поручили помогать привратнику. В монастыре хранилась национальная баварская святыня Богоматери Альтэттингской.
В сентябре 1851 года поступил в новициат в Лауфене, где ему дали монашеское имя Конрад в честь Конрада из Пьяченцы. Вернулся в Альтэттинг уже в качестве привратника. Поскольку это был большой и оживлённый город, служба привратником в монастыре была трудоёмкой. За более чем сорок лет службы брат Конрад прославился усердием в работе, немногословностью, щедростью к бедным, желанием и готовностью помочь нуждающимся. Все свободное время в течение дня он проводил в уединении и молитве; даже ночью вместо сна несколько часов молился.
Конрад скончался 21 апреля 1894 года в монастыре Альтэттинга.

## Почитание
Конраду приписывали умение читать в сердцах людей, дары пророчества и чудотворения. Папа Пий XI беатифицировал конверза 15 июня 1930 года и канонизировал четыре года спустя, 20 мая 1934 года.
День памяти — 21 апреля.